# Baba Yara Stadium
Baba Yara Stadium (Kumasi Sports Stadium) – wielofunkcyjny stadion położony w Kumasi w Ghanie.
Pojemność stadionu to 60 000 miejsc. Stadion był areną zmagań w Pucharze Narodów Afryki 2008.